# Бьорле
Бьорлѐ (на френски: Beurlay) е село в югозападна Франция, част от департамента Шарант Маритим в регион Нова Аквитания. Населението му е около 1000 души (2015).
Разположено е на 23 метра надморска височина в Гаронската низина, на 20 километра източно от брега на Бискайския залив и на 43 километра югоизточно от Ла Рошел. В селото е разположено хлебарския завод „Патисри Бьорле“, известен производител на традиционен местен подсладен хляб.

## Известни личности
Починали в Бьорле
- Арман Ландрен (1844 – 1912), антрополог